# Validentia areolata
Validentia areolata är en stekelart som beskrevs av Heinrich 1934. Validentia areolata ingår i släktet Validentia och familjen brokparasitsteklar. Inga underarter finns listade i Catalogue of Life.